# Нингсја
Нингсја, званично: Нингсја Хуејска аутономна област (НХАО) (кин: 寧夏, 宁夏; пин: Níngxià Huízú Zìzhìqū), позната и као Нинсија, једна је од пет аутономних области НР Кине. Налази се у сјеверозападом дијелу државе. Област Нингсја је од 1954. године била дио провинције Гансу, али је већ 1958. одвојена као посебна аутономна област за народ Хуеји, који су једна од 56 званично признатих националности Кине. Данас, петину становника Никсије чини народ Хуеји.
Нингсја се граничи са провинцијама Шенси на истоку и Гансу на југу и западу, те Унутрашњом Монголијом на сјеверу. Област има површину од око 66.400 km². Насељеност је врло слаба, јер област има углавном пустињски карактер, а дјелимично лежи на Љосовом платоу и у пространој равници ријеке Хуангхе. Дуж своје сјеверноисточне границе пружа се Кинески зид. Прије око 2000 година, током владавине династије Ћин изграђен је опсежни систем канала (укупне дужине око 1397 km). Опсежни пројекти мелиорације и наводњавања омогућили су повећану обраду земље.
Нингсја је била језгро династије западни Сја у периоду од XI до XIII вијека, коју су успоставили народ Тангути. Тангути су постигли значајна достигнућа у књижевности, умјетности, музици и архитектури, посебно се издваја тангутско писмо. Августа 1227. године, током монголског освајања западних Сја, Џингис-кан умро је због неразјашњеног узрока. Нингсја је дуго била једно од најсиромашнијих подручја у земљи. Мала винарска индустрија постала је економски важна тек од 1980-их. Прије доласка виноградарства, 6,8 милиона људи у Нингсји, од којих су 36 процената муслимани из етничке групе Хуеји, углавном су се ослањали на испашу животиња, самосталну пољопривреду и узгој гоџи воћа који се користи у традиционалној кинеској медицини. У области је током 2017. године смјештено готово 40.000 хектара винског грожђа и произведено око 120 милиона боца вина, што чини четвртину цјелокупне производње у Народној Републици Кини.

## Географија
Данашња Нингсја је једна од најмањих јединица на нивоу државе и граничи се са провинцијама Шенси и Гансу, те Аутономном области Унутрашња Монголија. На 3.556 метара надморске висине, Аобаогеда (敖包 疙瘩) у планинама Хеланшан је највиша тачка у Нингсји. На југу и југозападу су планине Лијупан.
Нингсја је релативно сува област, попут пустиње и садржи разнолику географију пошумљених планина и брда, стоних површина, пустиња, поплавних равница и сливова које пресјеца ријека Хуангхе (Жута ријека), у правцу од источног ка сјеверном дијелу области. Област је углавном брдовита и представља прелаз ка монголским степама. Екосистем Нингсје је једна од најмање проучаваних регија на свијету. Значајно наводњавање подржава узгој гоџи воћа, које се врло често конзумира у цијелој области. Пустиње Нингсје укључују пустињу Тенгер у Шапотоу.
Сјеверни дио области, кроз који протиче Жута ријека, садржи најбоље пољопривредно земљиште. Кроз Нигсју пролази пруга која повезује Ланџоу са Баотоуом. Преко Жуте ријеке у Јинчуану је изграђен аутопут.
Године 1920, област је погодио страшан земљотрес магнитуде 8,6, који је покренуо серију клизишта у којима је погинуло око 200.000 људи. Преко 600 великих љесних клизишта створило је више од 40 нових језера.

### Флора
Приближно 34 процента укупне површине области састоји се од травњака. Ова цифра је мања са приближно 40 процената током 1990-их. Травњаци се простиру на сувом пустињско-степском подручју на сјевероистоку (које чине дио унутрашње монголске степске регије) и брдовитим пашњацима, смјештеним на полусушној висоравни Љос на југу. Утврђено је да су травњаци Нингсје деградирани у различитом степену. Међутим, постоји научна расправа у којој се мјери деградација одвија мјерено временом и простором. Историјска истраживања такође су пронашла ограничене доказе о ширењу деградације травњака и дезертификације у Нингсји. Главна компонента управљања земљиштем у Нингсји је забрана отворене паше која постоји од 2003. године. Еколошки и социо-економски ефекти ове забране испаше у односу на травњаке и егзистенцију сточара су оспорени. Забраном је предвиђено да се сточарство ограничи на затворене оборе и не смије бити дозвољена отворена паша у одређеним временским периодима које одреди Народна влада аутономне области.

### Клима
Област Нигсја је удаљена 1.200 km од мора и има континенталну климу са просјечним љетњим температурама које се у јулу подижу на 17 до 24 °C, а просјечне зимске температуре падају између -7 до -15 °C у јануару. Сезонске екстремне температуре могу да достигну 39 °C љети и -30 °C зими. Дневне разлике у температури могу достићи изнад 17 °C, нарочито у прољеће. Годишње падавине просечно се крећу од 190 до 700 милиметара, а више кише пада на југу области.
Континентална клима Нингсје је све сушнија како се иде ка сјеверу. Ту владају и јаки вјетрови.

## Историја
Као гранична зона између номадских сточара и неактивних фармера, Нингсја је била често стециште ратова и упада некинеских племена. Да би умирила регион, царска влада је основала војне колоније да би повратила земљу. Поред тога, под царском ергелом формирани су пашњаци за коње, како би се заштитило снадбијевање војних коња још у доба западне династије Хан (206. године пХ — 9. године н.е.) Нингсја и околина су укључени под власт династију Ћин већ у 3. вијеку пре нове ере. Током династије Хан и династије Танг у области је било успостављено неколико великих градова. Побуна провинције Љианг на крају династије Хан, погодила је и Нингсју.
До 11. вијека, народ Тангут успоставио је западну династију Сја на периферији тадашње династије Сонг. Јевреји су такође живели у Нингсји, о чему свједочи чињеница да су 1489. године, након велике поплаве која је уништила свитке Торе у Кајфенгу, јеврејске заједнице Нингбоа и Нингсје послале замејну Јеврејима Кајфенга.
Нингсја је подпала под доминацију Монгола након што је Џингис-кан освојио Јинчуан почетком 13. вијека. Муслимани из централне Азије такође су почели да се усељавају у Нингксју са запада. Устанак Дунганских муслимана из 19. вијека погодила је Нингсју.
Године 1914. године Нингсја је припојена провинцији Гансу. Међутим, 1928. године област је одвојена од Гансуа и проглашена је засебна провинција. Између 1914. и 1928. године, Клика Ма је владала провинцијама Ћингхај, Нингсја и Гансу. Генерал Ма Хунгкуј био је војни гувернер Нингсје и имао је апсолутну власт у провинцији. Муслимански сукоб у Гансуу, који је трајао од 1927. до 1930. године, прелио се у Нингсју. Године 1934. војсковођа и генерал Националне револуционарне војске Сун Ђанинг покушао је да освоји провинцију, али га је поразио савез који је предводила клика Ма.
Од 1950. до 1958. године, исламска побуна у Куоминтангу резултирала је борбама широм сјеверозападне Кине, укључујући Нингсју. Кинеска влада је 1954. године поново спојила Нингсју са Гансуом, али 1958. Нингсја је формално постала аутономна област Народне Републике Кине. Године 1969. године Нингсја је добила дио Унутрашње Монголије, такође аутономне области у саставу Кине, али је ово подручје враћено Унутрашњој Монголији 1979. године.
Бројни кинески артефакти из династије Танг и династије Сонг, од којих су неки били у власништву цара Џенцунга, ископани су, а затим су дошли у руке Ма Хунгкуја, који је одбио да објави налазишта. Међу артефактима су биле бијеле мермерне плоче из династије Танг, златни ексери и траке од метала. Тек након што је Ма умро, његова супруга је 1971. године из Америке отишла на Тајван да донесе предмете Чанг Кај Шеку, који их је предао музеју у Тајпеје.

## Политика
- Поглед на Јинчуан са врха градске пагоде
- Народни трг у Јинчуану
- Фонтана и споменик Феник у Јинчуану

Политика Нингсје структурисана је у дуалном систему владавине странке, као и све друге владине институције у континенталној Кини. Председавајући Аутономне области је највиши званичник Народне владе Нингсје. Међутим, у двоструком систему управљања владом у аутономној области, предсједник има мање моћи од секретара Комитета Комунистичке партије Кине за Нингсју, колоквијално названог „шеф странке КПК Нингсје”.
Нингсја има уговор о пријатељству са норвешким округом Согн ог Фјордане.

## Административна подјела
Нингсја је подјељена на пет градских округа:
| Карта | №        | Округ  | Површина у км² | Становника (попис 2010.) |
| ----- | -------- | ------ | -------------- | ------------------------ |
|       |          |        |                |                          |
| 1     | Јинчуан  | 8.875  | 1.993.088      |                          |
| 2     | Шицујшан | 5.208  | 725.482        |                          |
| 3     | Вуџун    | 21.420 | 1.273.792      |                          |
| 4     | Џунвеј   | 17.448 | 1.080.832      |                          |
| 5     | Гујуан   | 13.449 | 1.228.156      |                          |
| *     | Нингсја  | 66.400 | 6.301.350      |                          |

## Демографија
Главни град Нингсје је Јинчуан са око пола милиона становника. У регији живи 6.300.000 људи (податак из 2014). Најбројнији народи у области су: Хан Кинези (65,5%), и Хуеји (33,9%).

### Религија
Религија у Нингсји 
(Попис из 2010.)
Главне религије у Нинггсји су ислам међу кинеским Хуејима, док многи Хан Кинези практицирају кинеске народне религије, таоизам, конфучијанизам и кинески будизам. Према демографској анализи из 2010. године, муслимани чине 34% становништва провинције. Према кинеском општем социјалном истраживању из 2004. године, хришћанство је религија 1,17% становништва провинције.
У 2008. години број џамија у Нингсји износио је 3.760, или једна на 577 муслимана.
- Стара џамија у Јиунчану
- Нова џамија у Јинчуану
- Храм кинеске народне религије